# Deportivo Petare Fútbol Club
Maillots
Le Deportivo Petare Fútbol Club est un club de football vénézuélien basé à Caracas.

## Historique
- 18 août 1948: fondation du club sous le nom de Deportivo Italia Fútbol Club
- 1998 : fusion avec le Deportivo Chacao FC pour former le Deportivo Italchacao FC
- 2006 : renommage en Deportivo Italia FC
- 2010 : renommage en Deportivo Petare FC

## Palmarès
- Championnat du Venezuela (5)
  - Vainqueur : 1961, 1963, 1966, 1972 et 1999

- Coupe du Venezuela (3)
  - Vainqueur : 1961, 1962, 1970
  - Finaliste : 1976

## Anciens logos

Logo du Deportivo Italia (1958 - 2010)
Logo du Deportivo Italchacao